# Chilon z Patraj

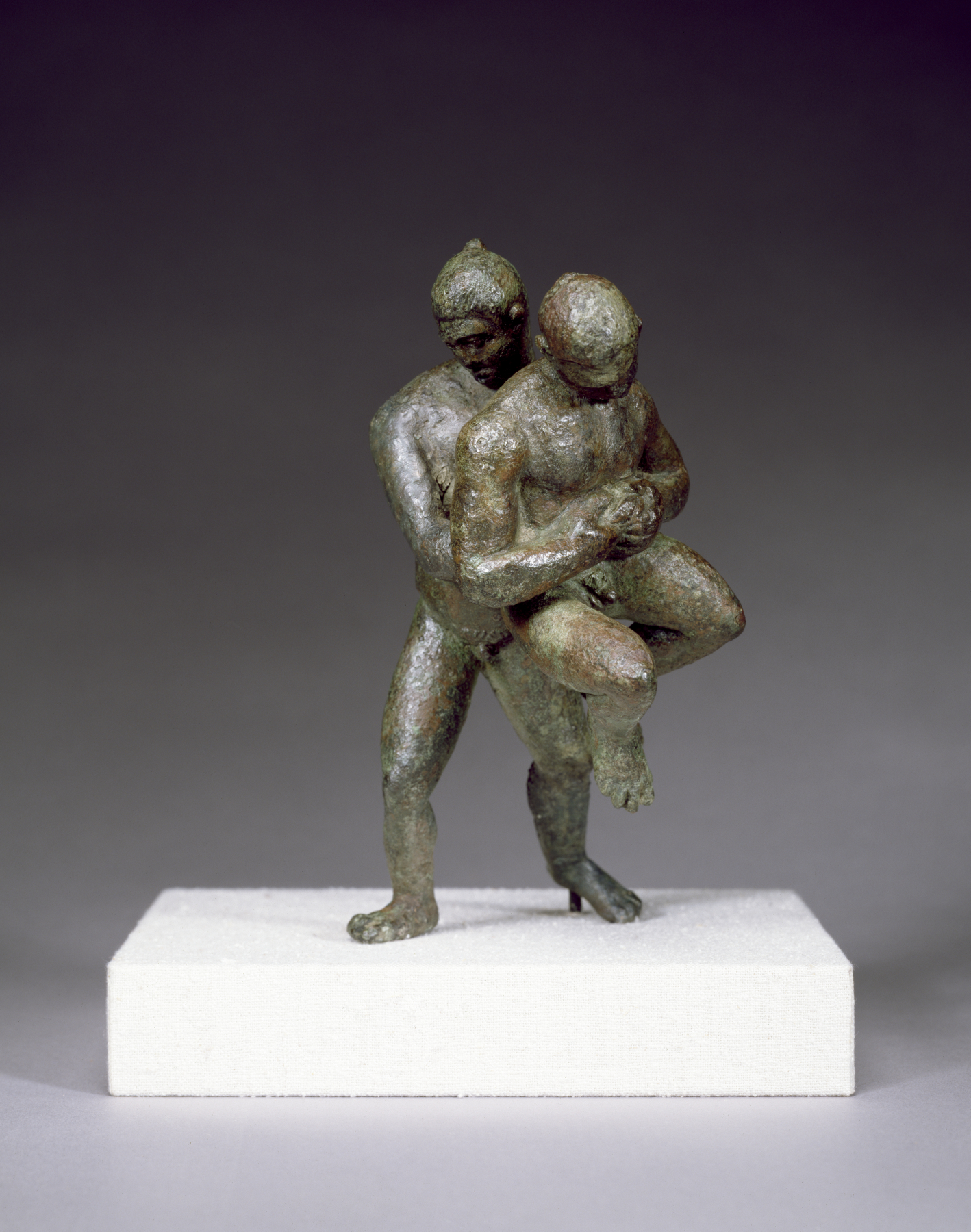
Greccy zapaśnicy

Chilon (gr. Χείλων) – starożytny grecki zapaśnik pochodzący z Patraj, olimpijczyk.
Syn Chilona. Odnosił zwycięstwo w zapasach na wszystkich czterech igrzyskach panhelleńskich: dwukrotnie w Delfach, czterokrotnie na Istmie, trzy razy w Nemei oraz dwukrotnie, w 332 i 328 roku p.n.e., w Olimpii. Zgodnie z relacją Pauzaniasza (Wędrówka po Helladzie VI 4,6) w Altis znajdował się posąg Chilona, na którym znajdowała się inskrypcja upamiętniająca jego zwycięstwa sportowe i śmierć na polu walki. Pauzaniasz nie potrafił jednak określić, czy chodziło o bitwę pod Cheroneą (338 p.n.e.) czy o wojnę lamijską (322 p.n.e.). Po śmierci został pochowany przez rodaków na koszt publiczny.